# 2022년 동계 올림픽 코소보 선수단
2022년 동계 올림픽 코소보 선수단은 2022년 2월 4일부터 2월 20일까지 중화인민공화국 베이징에서 개최되는 2022년 동계 올림픽에 참가한 올림픽 코소보 선수단이다.
이번이 두번째 동계 올림픽 대회 참가인 코소보는 알파인스키 1종목에만 참가하며, 남자 1명과 여자 1명으로 총 2명의 선수가 경기에 출전한다. 코소보 선수가 동계 올림픽 여성 종목에 참가하는 것은 이번이 처음이다. 두 선수는 개막식 행사에서 참가국 선수단 입장 당시 코소보의 기수로 등장하였다.

## 참가 규모
다음은 이번 대회의 종목별 참가 선수 규모이다.
| 종목       | 남자 | 여자 | 총합 |
| ---------- | ---- | ---- | ---- |
| 알파인스키 | 1    | 1    | 2    |
| 총합       | 1    | 1    | 2    |

## 알파인스키
알파인스키 종목에서 코소보는 남자 1인, 여자 2인의 출전권을 확보하였다.
| 선수            | 종목        | 1차 시도 | 1차 시도 | 2차 시도 | 2차 시도 | 종합    | 종합 |
| 선수            | 종목        | 기록     | 순위     | 기록     | 순위     | 기록    | 순위 |
| --------------- | ----------- | -------- | -------- | -------- | -------- | ------- | ---- |
| 알빈 타히리     | 활강        | 빈칸     | 빈칸     | 빈칸     | 빈칸     | 1:52.44 | 35   |
| 알빈 타히리     | 남자 대회전 | 1:13.42  | 37       | 1:16.43  | 29       | 2:29.85 | 30   |
| 알빈 타히리     | 남자 회전   | 1:04.01  | 44       | 58.93    | 36       | 2:02.94 | 37   |
| 알빈 타히리     | 남자 복합   | 1:52.44  | 22       | 55.85    | 15       | 2:48.29 | 15   |
| 키아나 크례치우 | 여자 대회전 | 1:18.78  | 59       | 1:23.41  | 49       | 2:42.19 | 49   |